# Бейт-Краков

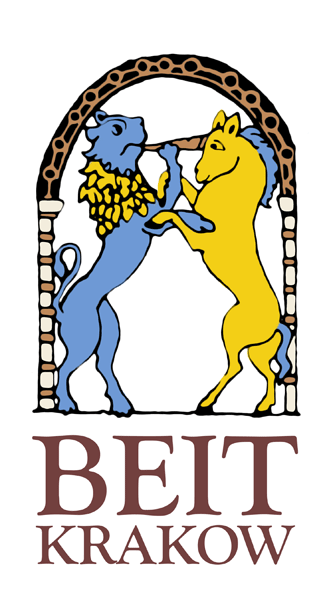
Символ Бейт-Кракова

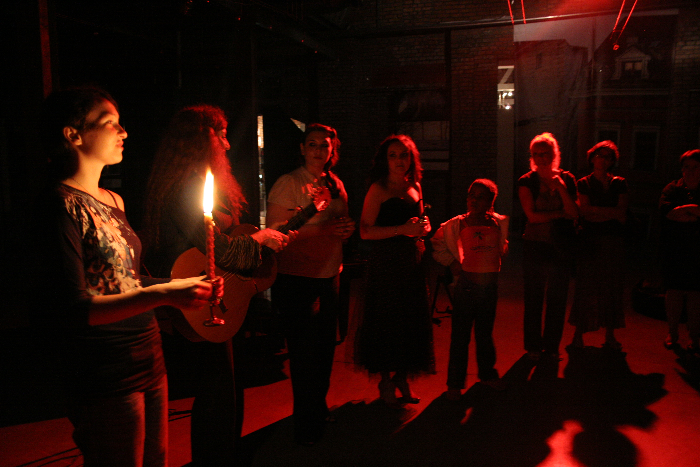
Шаббат в Бейт-Кракове

Бейт-Краков (пол. Beit Kraków) — иудейская община, зарегистрированная в Польше в январе 2009 года. Бейт-Краков придерживается реформистского иудаизма и не входит ни в одно из существующих иудейских официальных объединений (Ассоциация реформистских общин Бейт-Польша, Союз еврейских общин Польши). Бейт-Краков входит в союз иудейских реформированных общин «Бейт-Дин». Духовным лидером Бейт-Кракова является первая в Польше женщина-раввин Таня Сегал.

## Деятельность
Община Бейт-Краков, идентифицируя себя с предшествующим многовековым польским реформированным еврейством, декларирует себя как иудейскую общину, пытающуюся воссоздать обновлённый иудаизм в Польше. Община провела около пятисот культурных и религиозных мероприятий, на которых присутствовали многочисленные участники. Члены Бейт-Кракова считают себя первой общиной, создавшей после Шоа реформированную иудейскую общину в южной Польше. Бейт-Краков провёл первый в послевоенной Польше реформированный обряд бар-мицва.
В своей деятельности Бейт-Краков уделяет значительное внимание религиозным, образовательным и культурным программам. Община состоит из большого числа художников, поэтому в ней большое внимание уделяется изучению и распространению еврейских традиций в искусстве.
В общине проводятся образовательные программы, проводимые раввином Таней Сегал и посвящённые изучению основ иудаизма с точки зрения реформистского иудаизма.
Община Бейт-Краков проводит регулярные Шахариты, празднования Шаббата и других иудейских праздников. В общине используется реформированный еврейско-польский-английский Сиддур. При руководстве раввина Тани Сегал проводятся гиюры.
При сотрудничестве с общиной Бейт-Краков была создана театральная труппа «Teatr Midraszowy» (Мидраш-театр) под руководством Тани Сегал, которая поставила спектакль «Tajemnice Mojej Babci»(Тайны моей бабушки).